# BK Krasnye Krylja Samara
Basketbolnyj kloeb Krasnye Krylja Samara (Russisch: Баскетбольный клуб Красные Крылья Самара) was een professionele basketbalclub uit de Russische stad Samara.

## Geschiedenis
De club is opgericht in 2009. De naam Krasnye Krylja betekent Rode Vleugels. Het team speelt in het seizoen 2009-10 in de Russische superliga A als invaller voor CSK VVS Samara, dat failliet ging. In 2010 haalde ze de finale van de EuroChallenge. Samara verloor van de finale van BG Göttingen uit Duitsland met 75-83. In 2012 won Samara de beker van Rusland door in de finale met 84-62 te winnen van Spartak Primorje Vladivostok. In 2013 won Samara wel de EuroChallenge door in de finale Pınar Karşıyaka uit Turkije met 77-76 te verslaan. In 2013 won Samara ook de beker van Rusland. In de finale won Samara van Spartak Sint-Petersburg met 86-80. In juni 2015 werd bekend dat "Krasnye Krylja" niet zal deelnemen aan het kampioenschap in de VTB United League in het seizoen 2015/2016. Dit was de club officieel in kennis gesteld door de League, met vermelding van de reden voor zijn beslissing: in verband met de discrepantie van de criteria voor de selectie van de deelnemende clubs, paragraaf 6.2.1 van het reglement van de wedstrijd ( "De aanwezigheid van minstens 3.000 mensen in de sportarena houdt"). In 2015 fuseerde Krasnye Krylja met de BK Samara. De leiding van het Ministerie van Sport van de Oblast Samara zei dat het in de toekomst van plan is om met het verenigde team van Samara terug te keren naar de VTB United League.

## Erelijst
- Bekerwinnaar Rusland: 2
  - Winnaar: 2012, 2013
- EuroChallenge: 1
  - Winnaar: 2013
  - Runner-up: 2010

## Bekende (oud)-spelers
- Dmitri Domani
- Andrej Ivanov
- Viktor Kejroe
- Dmitri Koelagin
- Fjodor Licholitov
- Anton Ponkrasjov
- Ralph Biggs
- Luis Flores

## Bekende (oud)-coaches
- - Sergej Zozoelin
- Michail Michajlov
- Stanislav Jerjomin
- Sergej Bazarevitsj
- Boris Sokolovski

## Coaches per seizoen
| seizoen   | coach                                         |
| --------- | --------------------------------------------- |
| 2009-2010 | - Sergej Zozoelin Michail Michajlov (interim) |
| 2010-2011 | Stanislav Jerjomin                            |
| 2011-2012 | Sergej Bazarevitsj                            |
| 2012-2013 | Sergej Bazarevitsj                            |
| 2013-2014 | Sergej Bazarevitsj                            |
| 2014-2015 | Boris Sokolovski                              |